# Палаццо Комунале (Болонья)

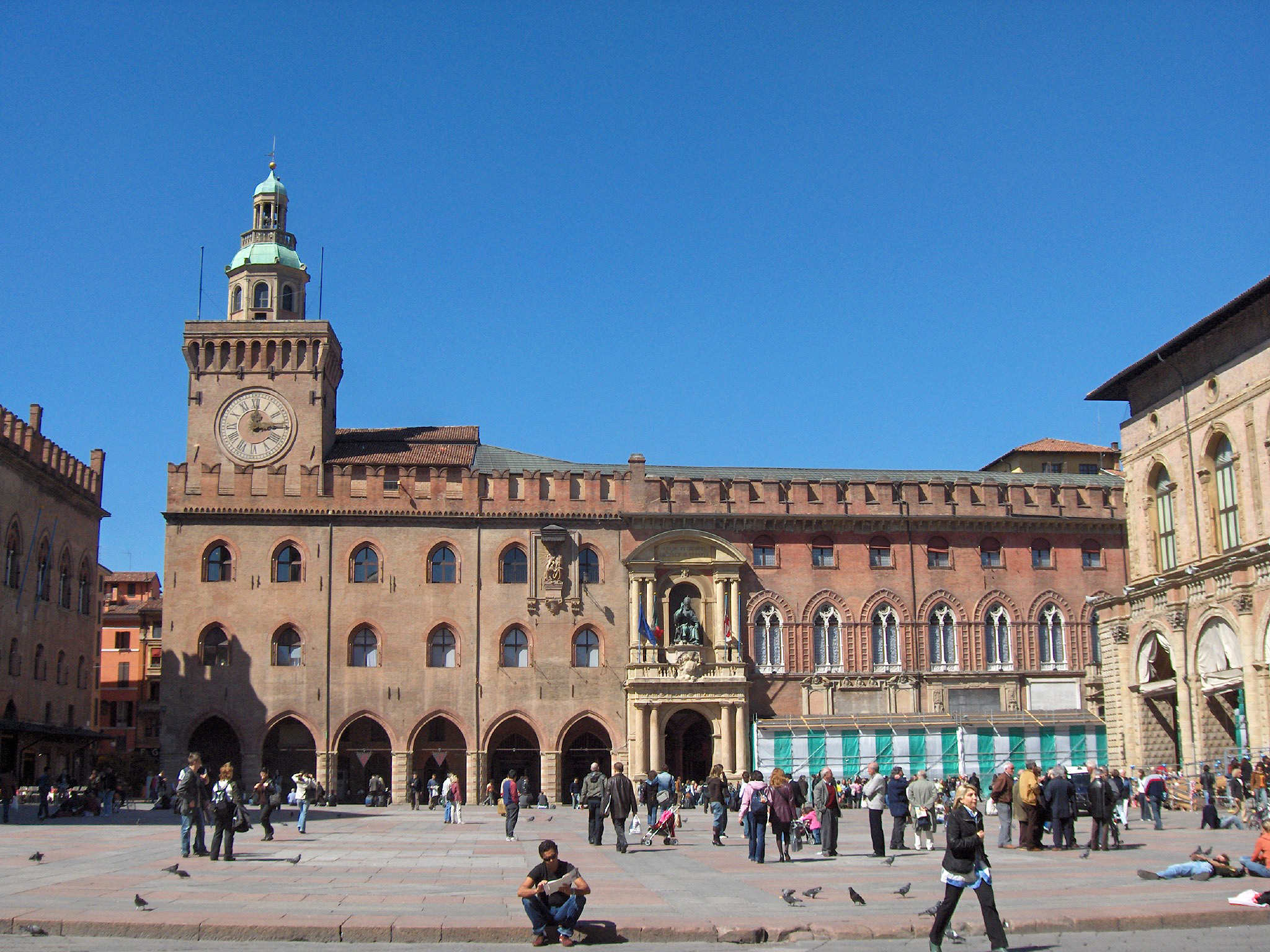
Палаццо Комунале, Болонья.

44°29′38″ пн. ш. 11°20′33″ сх. д. / 44.493937° пн. ш. 11.342396° сх. д.
Палаццо Комунале (італ. Palazzo Comunale) — комплекс споруд, де розташований місцевий уряд і декілька музеїв міста Болонья.

## Історія
Палаццо Комунале розташований таким чином, що його головний фасад виходить на площу П'яцца Маджоре  і створює західний кордон площі. Споруда починалась як кам'яний приватний будинок-палац юриста XIII ст. Франческо Аккурсіо, котрий був також викладачем права. Звідси стара назва Палаццо д'Аккурсіо. Залишки палаццо д'Аккурсіо — найстаріша частина комплексу.
1336 року споруда стала резиденцією сенаторів міста, тобто фактично резиденцією місцевого уряду. В XV ст. споруду перебудували (роботами керував архітектор Фіораванте Фіораванті), тоді ж вежа споруди отримала годинник. Сходи в приміщенні досить широкі і невисокі. Це дозволяло привілейованим дворянам в'їжджати на другий поверх конем верхи. Чергова реконструкція споруди відбулась на початку XVI ст.
Головний фасад споруди зберіг стилістику різних будівельних стилів і не узгоджений із якимось одним стилем. Парадний портал комплексу прикрашає головний вхід і має два яруси в пишному оточенні подвоєних колон. Портал також прикрашає балкон та скульптура папи римського Григорія XIII (1580 року). Первісно тут були інші скульптури пап, одну з котрих знищили бунтівні болонці. Скульптура папи римського Боніфація VIII (що була на цьому місці) збережена і перенесена в музей середновіччя .

## Мистецькі скарби

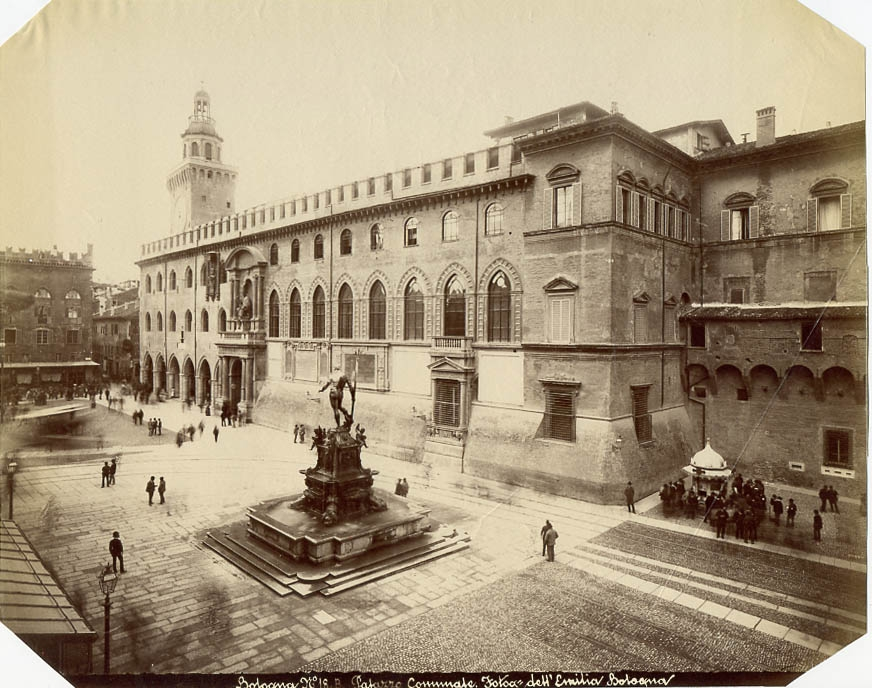
Історичне фото палаццо Комунале кінця 19 ст.

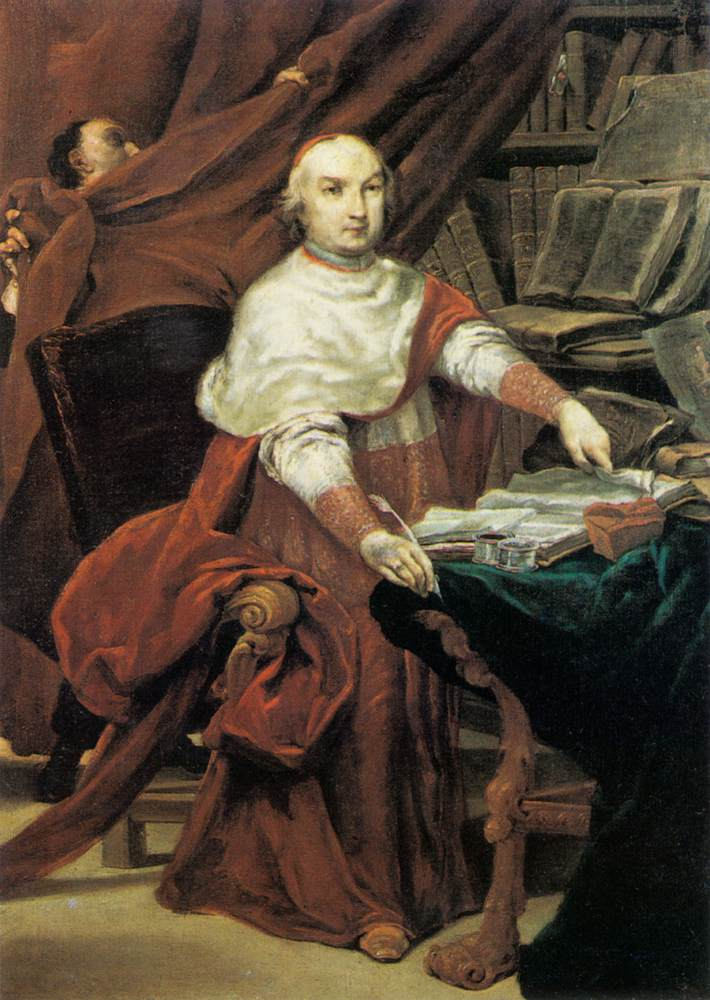
Джузеппе Марія Креспі. «Кардинал Просперо Ламбертіні», 1740 р.

Болонья і навколишні землі були приєднані до Папської держави. Управління містом здійснювали папські легати, котрі усособлювали і папу, і світську, і релігійну владу водночас. Деякий час керівником Болоньї був і кардинал Віссаріон Нікейський, грек-візантієць за походженням, що перейшов у католицтво.
Болонья була місцем декількох важливих політичних подій. Так, після пограбування Риму 1527 року в Болонью були перенесені акт коронації імператора Карла V, переможця папи римського Климента VII, та урочистості з цього приводу.
Болонья впродовж декількох століть була відомим художнім центром в Італії, що розвивався і існував під значним політичним і художнім тиском папського Риму. Частка художніх скарбів зберігається у палаццо Комунале донині.
Зала комунальних нарад розташована на першому поверсі, фрески на стелі якої створив художник Анжело Мікелє Колонна разом із молодим помічником Джоакіно Піццолі (1675—1677). Стеля поділена на чотири частини з алегоричними фігурами Мінерви (богині мудрості), Марса (римського бога війни), богині Кібели, що показує на Олімп (уособлення папської влади в місті), Вакх, Церера і Помона є уособленнями плодючих сил краю.
Кардинал Джироламо Фарнезе на новому етапі перебудував залу другого поверху. Зала мала назву Королівська, позаяк саме там відбулась коронація імператора Карла V як короля Італії 1530 року. Залу прикрасили стінописи учнів художника Франческо Альбані. Зала має також власну каплицю, прикрашену фресками роботи Просперо Фонтана (1562 р.)
В палацо Комуннале родина художника Джорджо Моранді передала низку його творів в 20 ст.
В прибудові XIXст. розташована також найбільша публічна бібліотека в місті(Зала Борса).
Палаццо Комунале залишається ратушею міста, незважаючи на те, що частка адміністративних закладів розташована в інших спорудах міста.

## Галерея

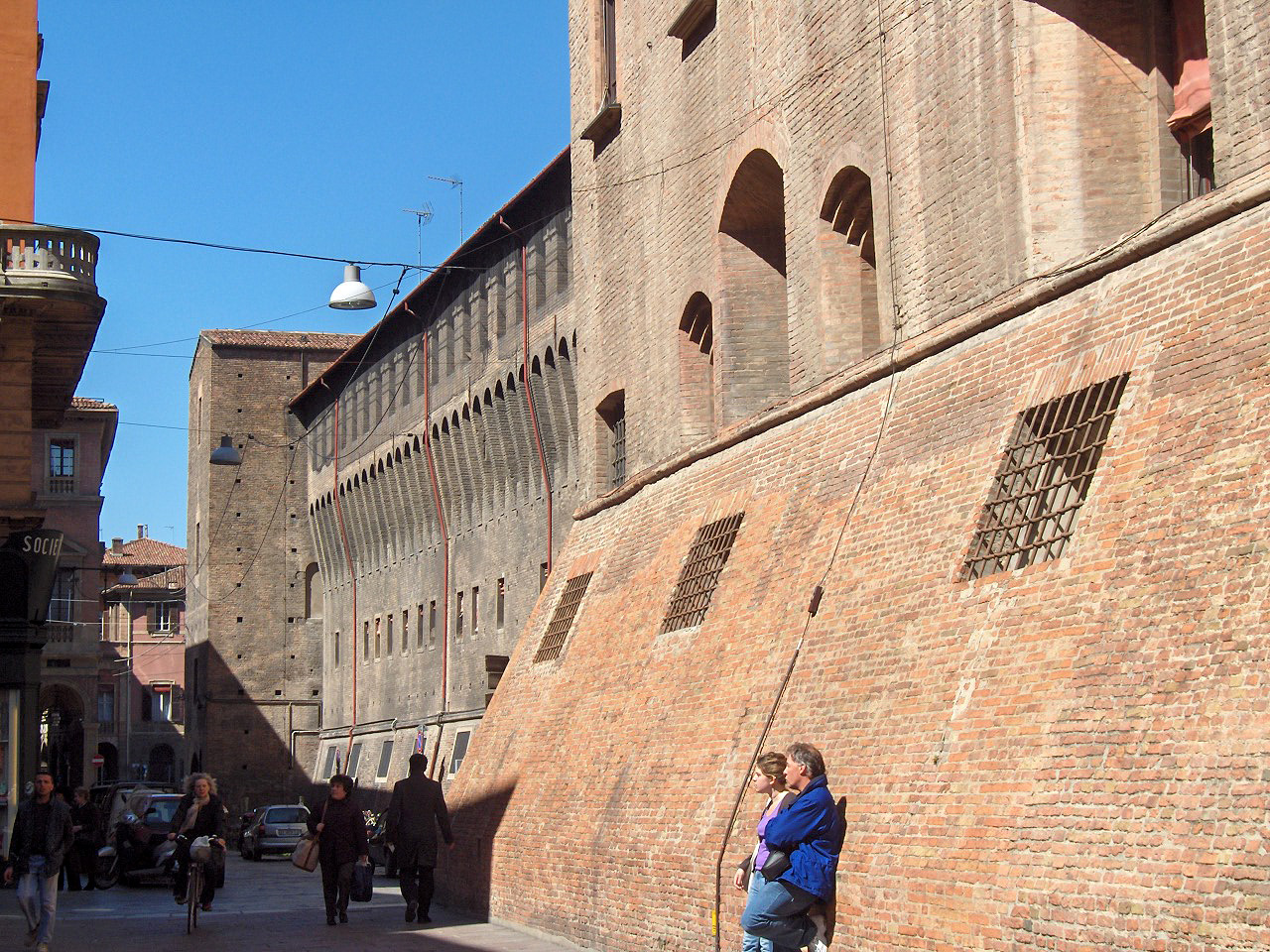
Середньовічний фасад палацу Аккурсіо на площу Рузвельта.
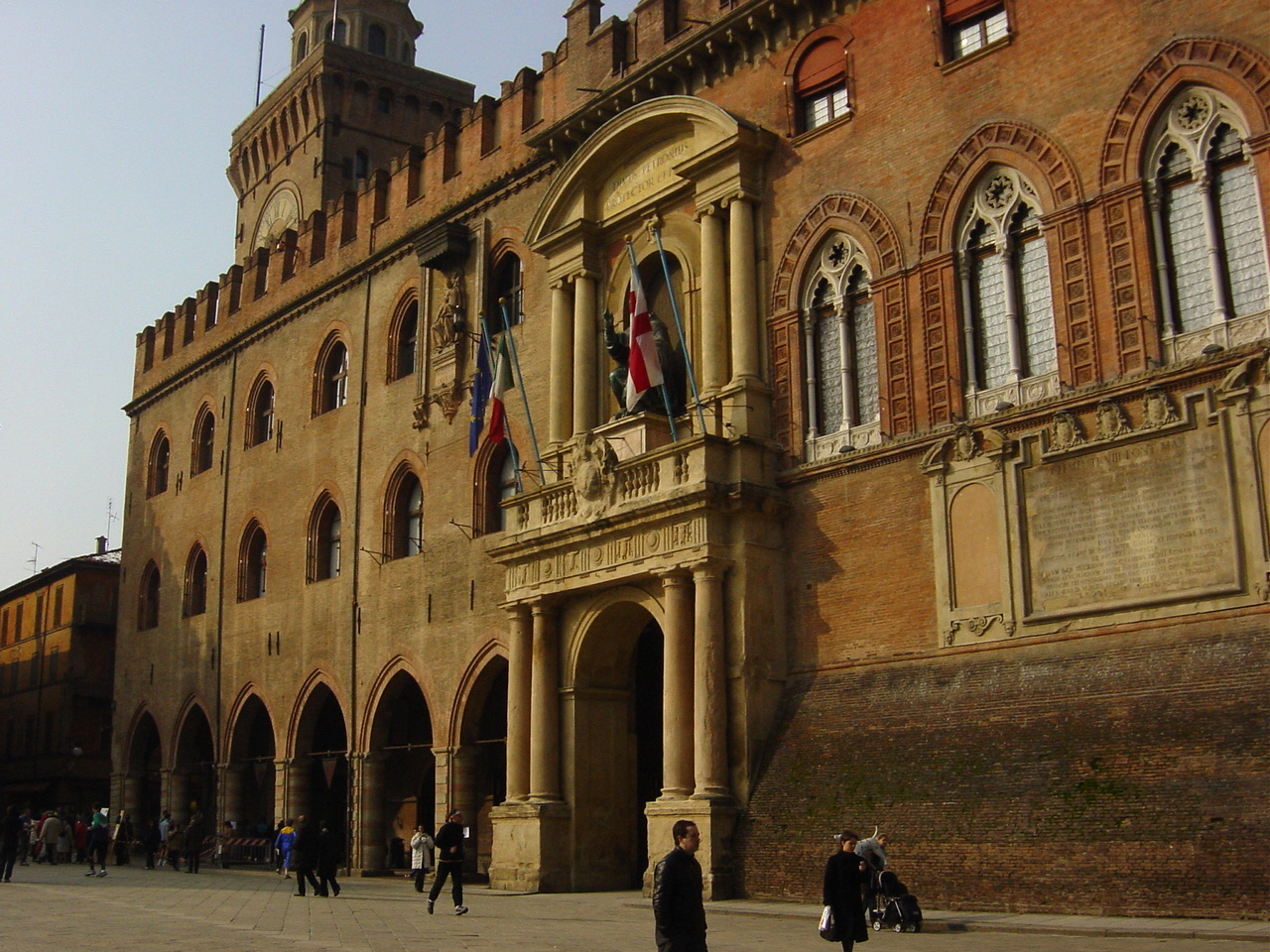
Парадний портал і балкон
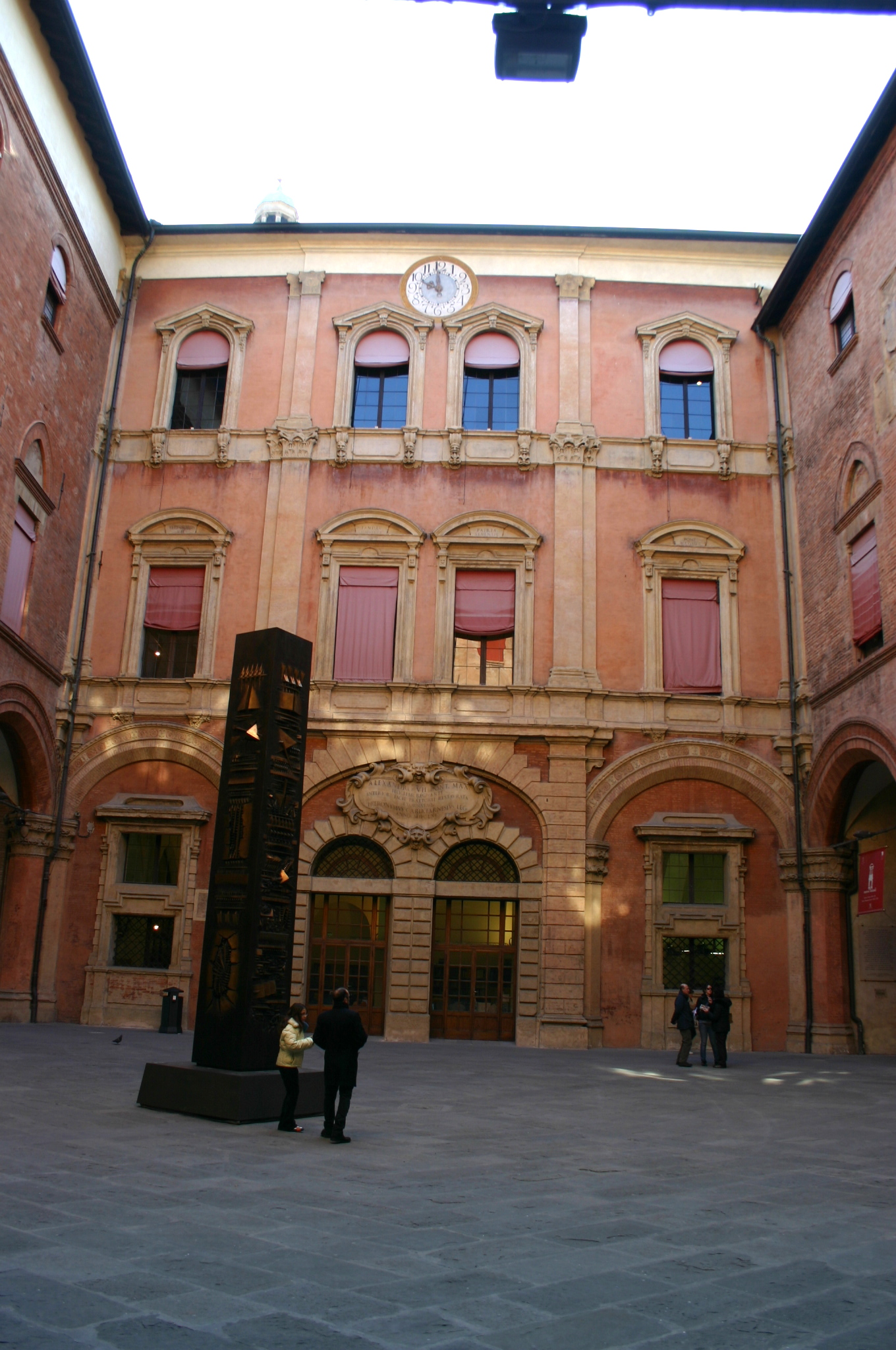
Внутрішній дворик палацу
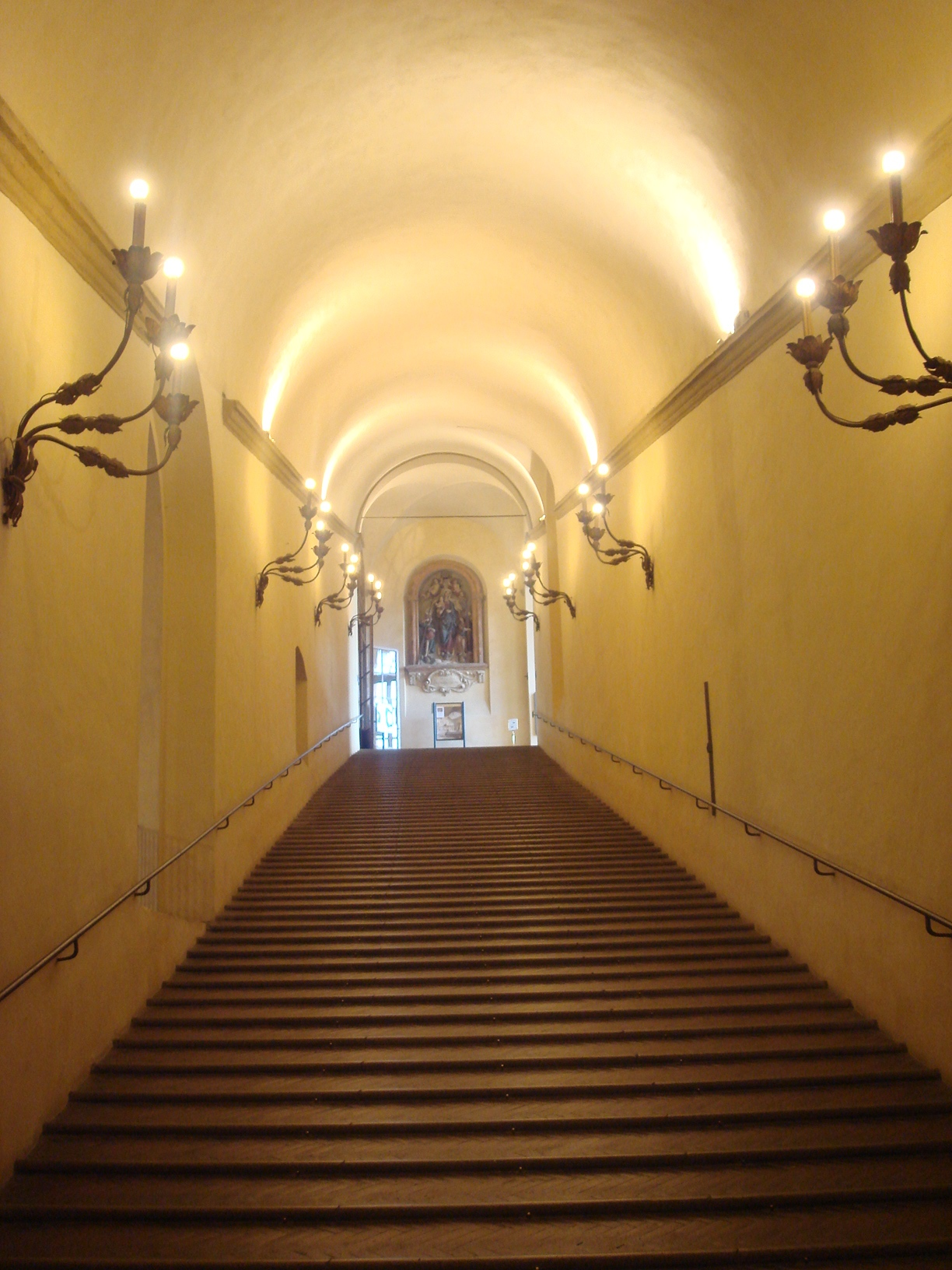
Старовинні сходи палаццо Комунале.

## Художні скарби музейних збірок палацу Комунале (Муніципальна художня збірка)

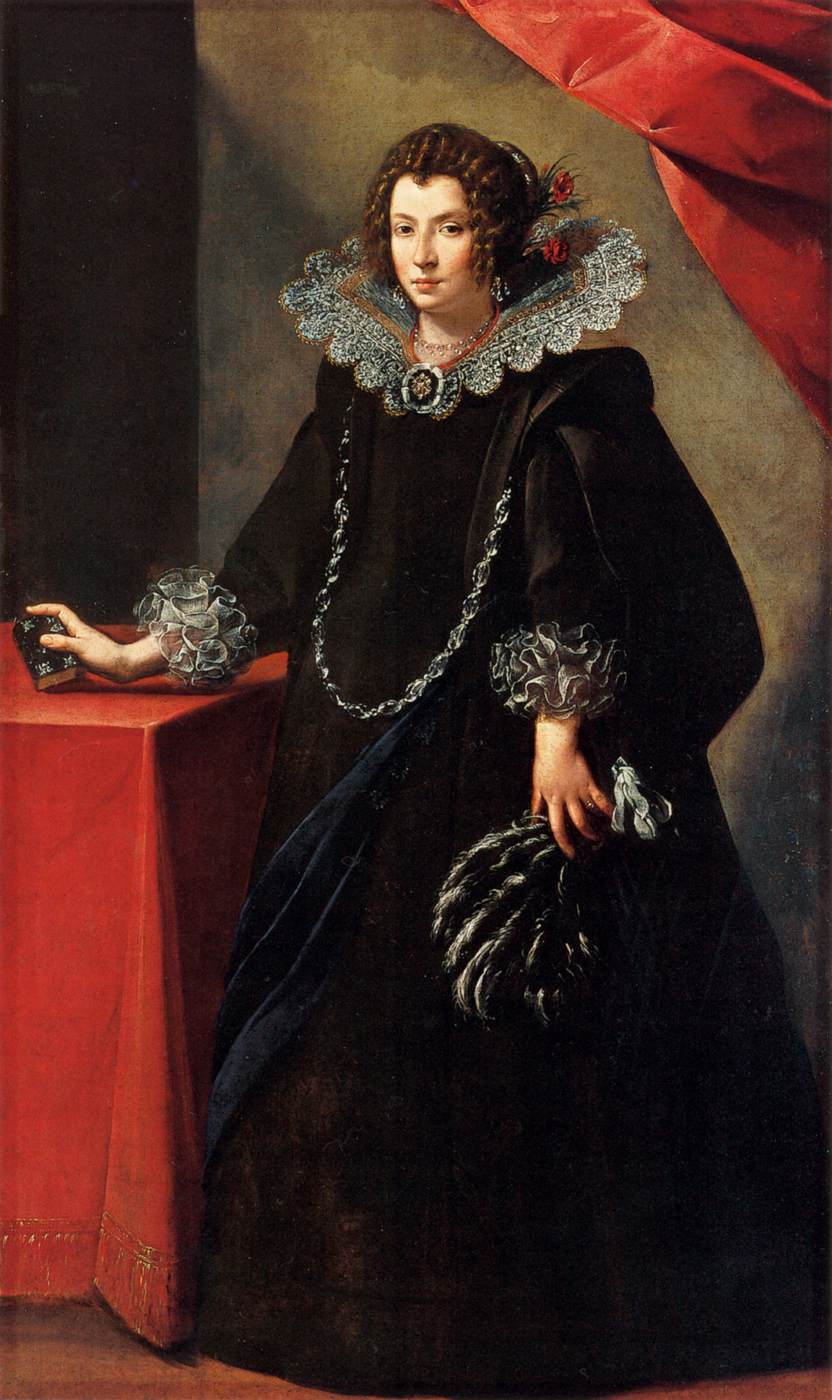
Карло Франческо Нуволоне. «Портрет шляхетної пані в чорному», до 1649 р.

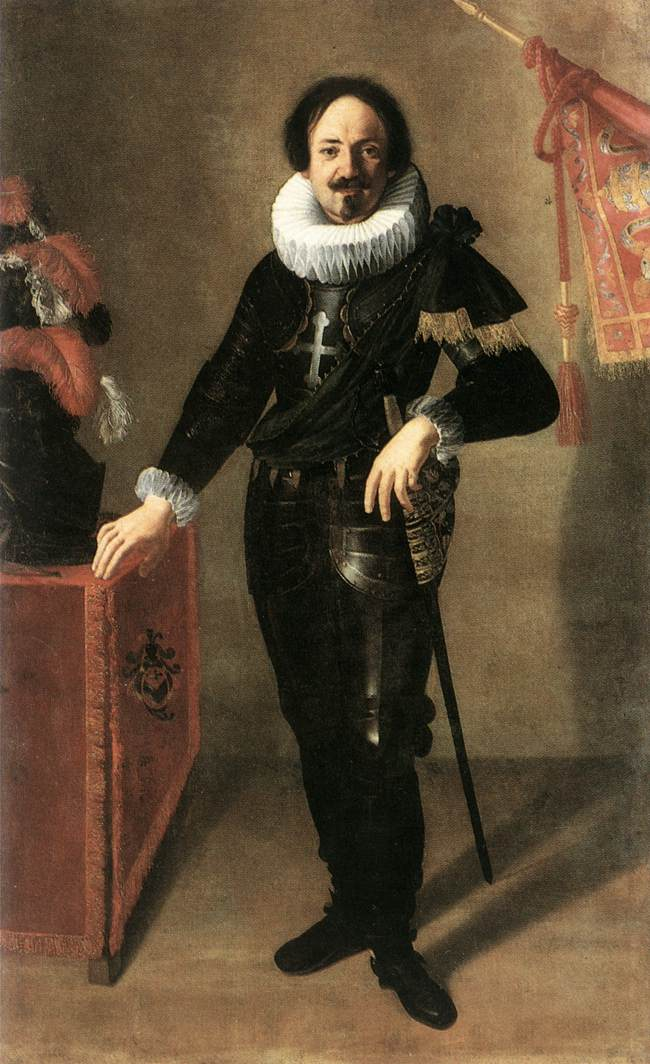
Артемізія Джентілескі. «Портрет командира військового загону», 1622 р.
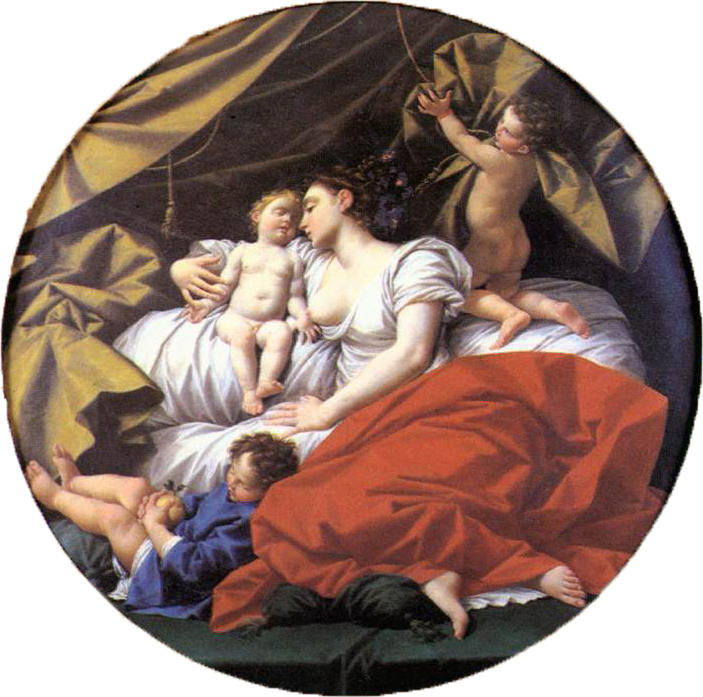
Донато Креті. «Алегорія Милосердя», 1745 р.
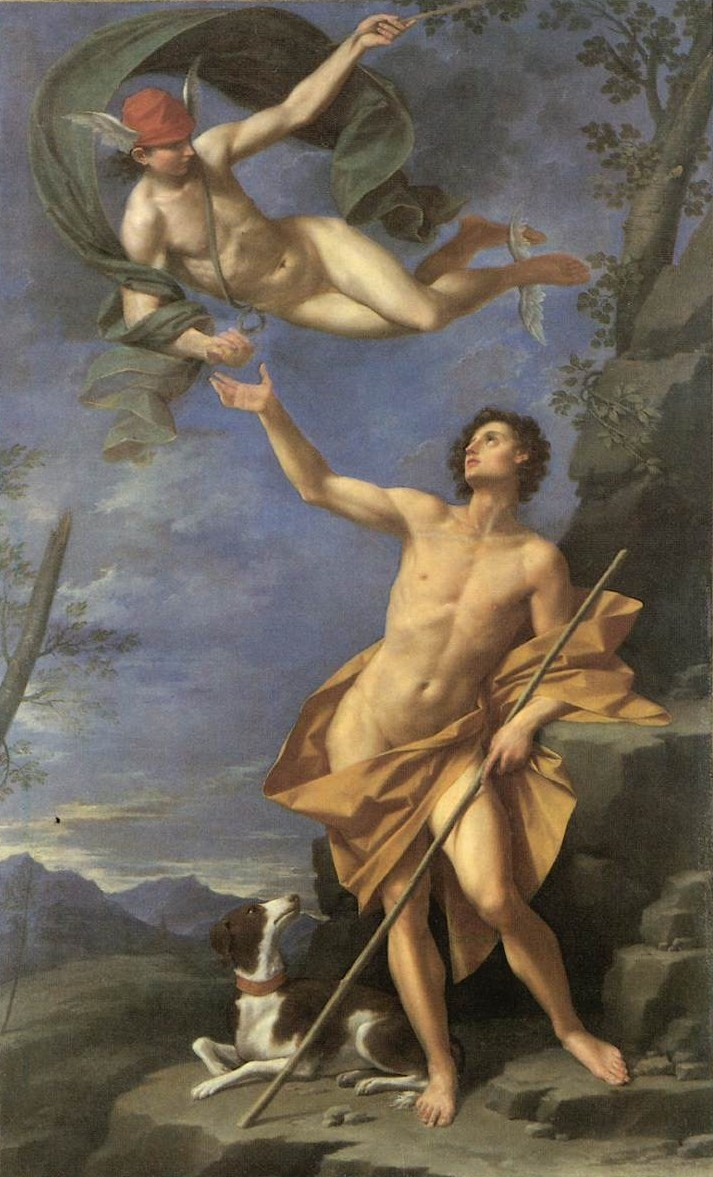
Донато Креті. «Паріс і Меркурій», 1745 р.